# Dimos Zagora-Mouresi
Dimos Zagora-Mouresi (Zagora-Mouresi) är en kommun i Grekland.   Den ligger i prefekturen Nomós Magnisías och regionen Thessalien, i den centrala delen av landet, 170 km norr om huvudstaden Aten. Antalet invånare är 6 449. Arean är 151 kvadratkilometer.
Terrängen i Dimos Zagora-Mouresi är varierad.